# Carlos Pau Español
Carlos Pau Español (Segorbe (Castellón), 1857 - Segorbe, 1937) fue un botánico valenciano.

## Biografía
Estudió farmacia en Barcelona obteniendo el doctorado en Madrid. Fue uno de los botánicos más destacados de su época, sobresaliendo su labor en la descripción de numerosas especies propias de la flora ibérica y marroquí. Entre sus obras destaca 'Nueva contribución al estudio de la flora de Granada'.
Mucha resonancia obtuvo la oposición que realizó entre los años 1890 y 1892 para obtener la cátedra de botánica descriptiva en la Facultad de Farmacia de la Universidad Central de Madrid que le enfrentó a Blas Lázaro Ibiza, plaza que acabó obteniendo este último, y provocó el enfrentamiento entre este y el grupo de botánicos del aragonés Francisco Loscos Bernal al que pertenecía Carlos Pau.
Actualmente Segorbe, localidad natal de Carlos Pau Español, posee un jardín dedicado en su honor, la Glorieta del Botánico Pau, si bien su obra es menos conocida de lo que debiera por su importancia científica.
Fue farmacéutico de Segorbe (Castellón) y de Ayerbe (Huesca).
Se dedicó al estudio de la Flora Aragonesa, demostrado por sus trabajos publicados en el Boletín de la Sociedad Aragonesa de Ciencias Naturales, destacándose:
- «Catálogo descriptivo de todas las plantas que se conocen hasta el día en Aragón»
- «Relación de plantas zaragozanas»
- «Formas nuevas de plantas»
- «Plantas críticas de Asso»
- «Plantas de la provincia de Huesca»
- «Plantas del Formigal de Sallent»
- «Plantas de Huesca y de Guara»
- «Herborizaciones por la Sierra de Albarracín»
- «Notas botánicas de la Flora española»  Archivado el 20 de febrero de 2012 en Wayback Machine.
- «Datos para completar la historia de la Salicornia fastigata Loscos y Pardo»
- «Plantas de Zaragoza»
- «Novae species Tamaricis in Hispania centrali»
- «Mi primera excursión Botánica (Sierra de Jabalambre)»
- «Tréboles españoles. Revisión del Género Trifolium»
- «Genistas españolas. Genista-Genistella»
- «Revisión del Género Quercus en España»

También publicó descripciones de Muscíneas y Hepáticas Aragonesas.
Tuvo un muy activo contacto con todos los botánicos importantes de su época, nacionales e internacionales, como Font Quer, Willkomm, Loscos, Sennen, Moroder, Cuatrecasas, etc., contabilizándose un total de 3670 misivas.

## Honores

### Epónimos
Segorbe tiene un jardín dedicado a su honor: Glorieta del botánico Pau
Zaragoza tiene los Jardines Acuáticos Carlos Pau Español situados en el Parque del Agua en su honor: https://www.zaragoza.es/sede/servicio/equipamiento/9332
Especies vegetales
- (Aceraceae) Acer × paui Marcet[2]

- (Apiaceae) Conopodium paui Merino[3]

- (Asteraceae) Acosta paui (Loscos ex Willk.) Fern.Casas & Susanna[4]

- (Brassicaceae) Erucastrum paui Sennen & Mauricio[5]

- (Campanulaceae) Campanula paui Font Quer[6]

- (Caryophyllaceae) Alsine paui Willk. ex Herv.[7]

- (Cistaceae) Halimium × pauanum Font Quer[8]

- (Lamiaceae) Satureja × caroli-paui G.López[9]

- (Plumbaginaceae) Armeria pauana (Bernis) Nieto Fel.[10]

- (Resedaceae) Reseda paui Valdés Berm. & Kaercher[11]

- (Rosaceae) Geum paui Cadevall[12]

- (Rosaceae) Rosa × paui Cuatrec.[13]

- (Rosaceae) Rubus pauanus Mon.-Huelin[14]

- (Salicaceae) Salix × paui C.Vicioso[15]

- (Scrophulariaceae) Antirrhinum caroli-paui Rothm.[16]

- (Lamiaceae) Teucrium caroli-paui Rothm.[16]

- La abreviatura «Pau» se emplea para indicar a Carlos Pau Español como autoridad en la descripción y clasificación científica de los vegetales.[17]